# Zahria Allers-Liburd
Zahria Allers-Liburd (* 6. März 2002) ist eine Leichtathletin aus St. Kitts und Nevis, die sich auf den Sprint spezialisiert hat.

## Sportliche Laufbahn
Erste Erfahrungen bei internationalen Meisterschaften sammelte Zahria Allers-Liburd bei den CARIFTA Games 2018 in Nassau, bei denne sie in 11,94 s den siebten Platz im 100-Meter-Lauf in der U17-Altersklasse belegte und über 200 Meter mit 24,79 s auf Rang sechs gelangte. Zudem belegte sie mit der 4-mal-400-Meter-Staffel in 3:58,72 min den vierten Platz. Im Jahr darauf schied sie bei den CARIFTA Games 2019 in George Town mit 24,43 s in der Vorrunde im 200-Meter-Lauf in der U20-Altersklasse aus. Sie absolvierte ein Studium an der University of South Florida und erreichte einen Doktor am University of Florida College of Medicine. 2024 nahm sie an den Olympischen Sommerspielen in Paris teil und schied dort mit 11,89 s im Vorlauf über 100 Meter aus. Zudem war sie Fahnenträgerin ihrer Nation während der Eröffnungsfeier der Spiele.
2024 wurde Allers-Liburd Landesmeisterin im 100- und 200-Meter-Lauf.

## Persönliche Bestzeiten
- 100 Meter: 11,43 s (+1,5 m/s), 6. April 2024 in Tampa
  - 60 Meter (Halle): 7,56 s, 4. Februar 2022 in Cambridge
- 200 Meter: 23,05 s (+0,9 m/s), 23. Mai 2024 in Lexington